# Opalescência
A opalescência é a propriedade óptica de um material transparente ou translúcido que lhe dá um aspecto ou uma tonalidade leitosa, com reflexos irisados que recordam a opala.
Este fenômeno deve-se ao chamado efeito Tyndall, que consiste na dispersão da luz num meio causado por partículas de matéria dispostas em sua trajetória, por exemplo, em gemas de rochas, no seu interior, formando um feixe ou nuvem visível. O fenômeno é exatamente o mesmo que se observa quando um raio de luz ilumina a poeira dispersa no ar nos cômodos de uma habitação.